# Scelio striatiscutum
Scelio striatiscutum är en stekelart som beskrevs av De Santis och Loiacono 1993. Scelio striatiscutum ingår i släktet Scelio och familjen Scelionidae. Inga underarter finns listade i Catalogue of Life.